# Jacqueline Pascal
Jacqueline Pascal (Jacqueline de Saint-Euphémie) (ur. 4 października 1625 w Clermont-Ferrand, zm. 4 października 1661 w Port-Royal) – cysterka z Port-Royal, siostra Blaise’a Pascala.

## Życiorys
Choć dwa lata młodsza od swego brata, była przez całe życie jego nieodłączną przyjaciółką i powiernicą. Po przedwczesnej śmierci matki połączyła ich duchowa, intymna zażyłość. W czasie gdy geniusz młodocianego Blaise’a sukcesywnie ujawniał się światu ówczesnej nauki, młoda Jacqueline była pożądaną na dworze młodego króla Ludwika początkującą poetką. Trudno ocenić w jakim stopniu jej zachowanie było inspirowane siostrzanym uczuciem zazdrości, a w jakim był to przejaw prawdziwego talentu. Niemniej rodzeństwo rozumiało się doskonale. To zrozumienie w późniejszym czasie przybrało charakter bardziej dojrzały. Oboje zaczęli wspólnie odczuwać swe przeżycia religijne, razem dążąc do duchowej doskonałości. Po śmierci ojca, mając 27 lat, Jacqueline wstąpiła do Port-Royal, gdzie 5 czerwca 1653 złożyła profesję. Wiodąc ascetyczne życie pomagała jednocześnie bratu w przezwyciężaniu wewnętrznych rozterek. Niewątpliwie miała ogromny wpływ na kształtowanie się duchowości i poglądów Pascala, który razem z nią mieszkał w opactwie Port-Royal. Przechodząc dramat sumienia związany ze sprawą jansenizmu i podpisaniem deklaracji potępiającej go przeżyła załamanie, które doprowadziło do rychłej śmierci w jej 36 urodziny.